# Pseudoderopeltis bimaculata
Pseudoderopeltis bimaculata es una especie de cucaracha del género Pseudoderopeltis, familia Blattidae.

## Distribución
Esta especie se encuentra en Sudáfrica, Lesoto, Mozambique y Malaui.